# Péptidos de autoescisión 2A

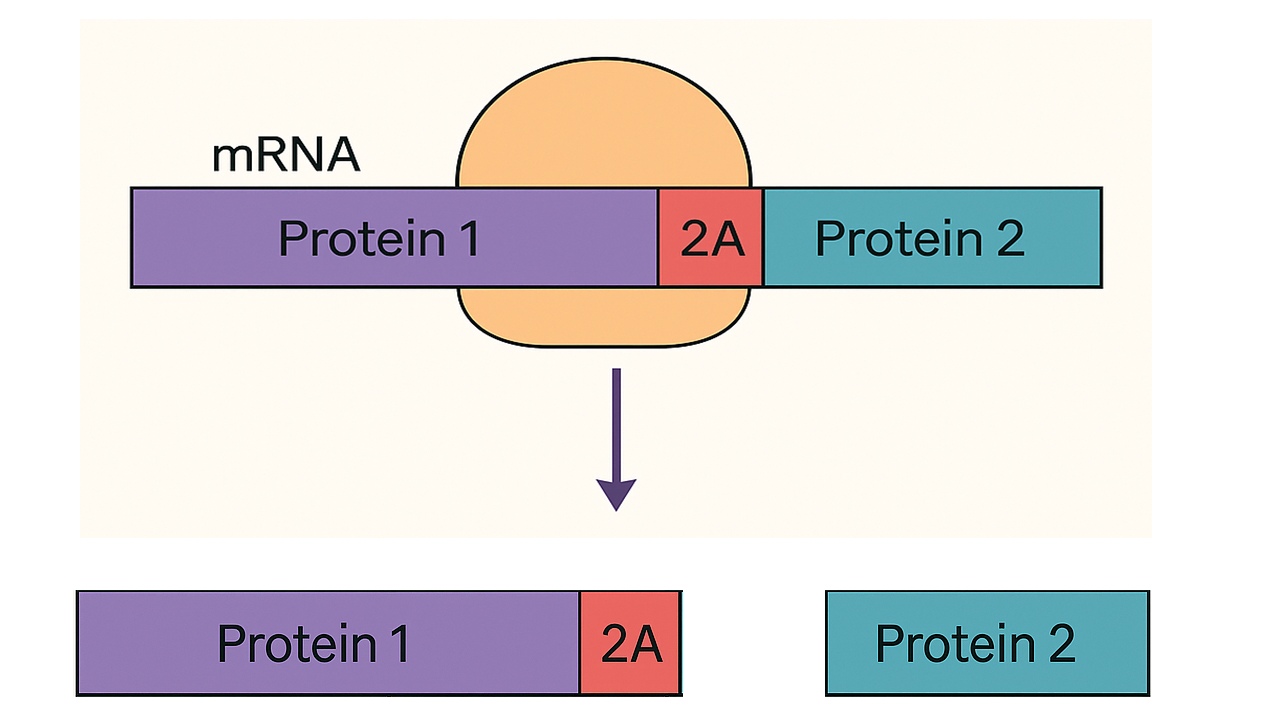
Una ilustración de la función del péptido 2A: cuando la Región de codificación (CDS) de un péptido 2A se inserta entre dos (CDS) de proteína, el péptido se traducirá en dos proteínas que se plegarán independientemente debido al salto del ribosoma.

Los péptidos de autoescisión 2A, o péptidos 2A, son una clase de péptidos de 18 a 22 aminoácidos (aa) de longitud, que pueden inducir un salto de ribosoma durante la traducción de una proteína en una célula. Estos péptidos comparten un motivo de secuencia central de DxExNPGP y se encuentran en una amplia gama de familias virales. Ayudan a generar poliproteínas al hacer que el ribosoma falle al formar un enlace peptídico. Los miembros de los péptidos 2A llevan el nombre del virus en el que fueron descritos por primera vez. Por ejemplo, F2A, el primer péptido 2A descrito, procede del virus de la fiebre aftosa. El nombre "2A" en sí proviene del esquema de numeración de genes de este virus.

## Miembros
Cuatro miembros de la familia de péptidos 2A se utilizan frecuentemente en la investigación de las ciencias de la vida. Estos péptidos son P2A, E2A, F2A y T2A. F2A procede del virus de la fiebre aftosa 18, E2A procede del virus de la rinitis equina A, P2A procede del teschovirus porcino-1 2A y T2A procede del virus thosea asigna 2A. La siguiente tabla muestra las secuencias de cuatro miembros de los péptidos 2A. Añadir el enlace opcional "GSG" (Gly-Ser-Gly) en el N-terminal de un péptido 2A ayuda con la eficiencia.
| Nombre | Secuencia                    |
| ------ | ---------------------------- |
| T2A    | (GSG) EGRGSLL TCGDVEENPGP    |
| P2A    | (GSG) ATNFSLLKQAGDVEENPGP    |
| E2A    | (GSG) QCTNYALLKLAGDVESNPGP   |
| F2A    | (GSG) VKQTLNFDLLKLAGDVESNPGP |

## Descripción
La escisión aparente se desencadena por el salto de ribosoma del enlace peptídico entre la Prolina (P) y la Glicina (G) en el C-terminal del péptido 2A, lo que da como resultado que el péptido ubicado antes del péptido 2A tenga aminoácidos suplementarios en su extremo C-terminal, mientras que el péptido ubicado después del péptido 2A tendrá una Prolina suplementaria en su extremo N-terminal. El mecanismo molecular exacto de la escisión mediada por el péptido 2A aún se desconoce. No obstante, se cree que implica un "salto" de ribosoma de la formación de enlaces peptídicos glicil-prolil en lugar de una verdadera escisión proteolítica.

## Aplicación
En ingeniería genética, los péptidos 2A se utilizan para escindir un péptido más largo en dos péptidos más cortos. Los péptidos 2A pueden aplicarse cuando la proteína fusionada no funciona. La inserción de la región codificante (CDS, por sus siglas en inglés) de un péptido 2A en el punto de fusión o la substitución de la secuencia conectora por el CDS de una proteína del péptido 2A pueden escindir la proteína fusionada en dos péptidos separados, haciendo que los dos péptidos recuperen la función. Los péptidos 2A, cuando se combinan con los elementos de sitio interno de entrada al ribosoma (IRES, por sus siglas en inglés), pueden hacer posible la generación de cuatro péptidos separados dentro de una sola transcripción.

## Escisión incompleta
Los diferentes péptidos 2A tienen distintas eficiencias de autoescisión, siendo T2A y P2A los más eficientes y F2A los menos eficientes. Por lo tanto, hasta el 50 % de las proteínas unidas a F2A pueden permanecer en la célula como una proteína de fusión, lo que podría causar algunos resultados impredecibles, incluyendo una ganancia de función. Un estudio informó que los sitios 2A causan que el ribosoma se caiga aproximadamente el 60 % de las veces y que, junto con una lectura de ribosoma de aproximadamente el 10 % para P2A y T2A, esto resulta en una reducción de la expresión después de la cadena peptídica de aproximadamente un 70 %. Sin embargo, el nivel de caída detectado en este estudio varió ampliamente dependiendo de la construcción exacta utilizada, ya que algunas construcciones mostraron poca evidencia de caída; además, dentro de una transcripción tricistrónica se informó de un mayor nivel de caída de ribosoma después de una secuencia 2A que después de dos 2A combinadas, lo cual está en desacuerdo con un modelo lineal de traducción.